# Anna van Bourgondië (-1508)

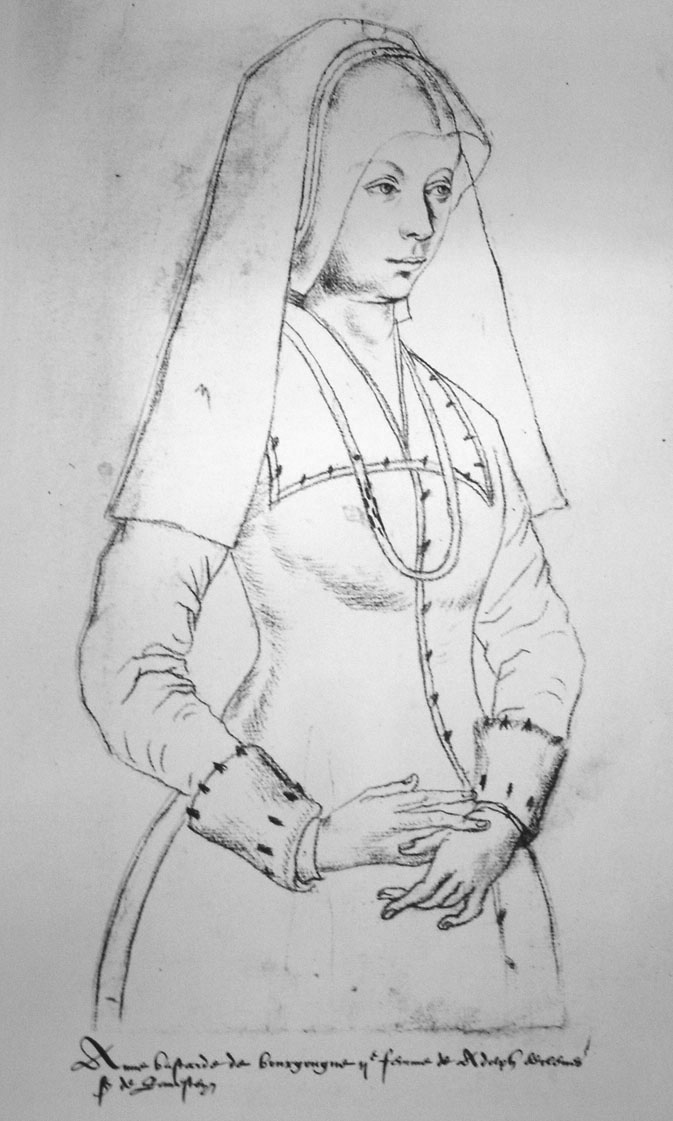
Portrettekening van Anna van Bourgondië als tweede echtgenote van Adolf van Kleef in de Recueil d'Arras. Arras, Bibliothèque Municipale.

Anna van Bourgondië (c.1435-1508) was een natuurlijke dochter van de Bourgondische hertog Filips de Goede uit zijn buitenechtelijke relatie met Jacqueline van Steenberghe. 

## Levensloop
Anna groeide op aan het Bourgondische hof in de Nederlanden en werd gouvernante van de latere hertogin Maria van Bourgondië. In 1457 huwde ze met de Zeeuwse edelman Adriaan van Borselen, een bekwaam militair (geridderd in 1426) en kamerheer van de hertog. Hij bezat tal van heerlijkheden op het Zeeuwse eiland Walcheren (Brigdamme, West-Souburg, Oost-Souburg, Sint Laurens, Popkensburg, Koudekerke, Zoutelande, Kleverskerke, Grijpskerke, Meliskerke, Ritthem). Het echtpaar bewoonde het kasteel van Souburg, dat aan de familie van Borssele toebehoorde. 

### Tweede huwelijk
In 1468 stierf haar man Adriaan zonder wettige kinderen na te laten. Anna erfde al zijn bezittingen. In 1470 hertrouwde ze met Adolf van Kleef, heer van Ravenstein en Wijnendale. Voortaan droeg ze de titel van vrouw van Ravenstein. Adolf was een dichte verwant van de hertogelijke familie en bevelhebber in het Bourgondische leger. Tussen 1475 en 1477 bereikte hij de top van zijn politieke carrière als stadhouder-generaal van de Nederlanden. In 1483 werd hij medelid van de regentschapsraad, die de Nederlanden bestuurde namens de minderjarige Filips de Schone. Adolf van Kleef was niet onbekend in Zeeland: hij had het Hof van Kleef bij Zierikzee bewoond en was ook heer van Dreischor en Breskenszand. 
In 1498 droeg ze de ambachtsheerlijkheid Sint-Annaland, Hannevosdijk en Moggershil over aan haar stiefbroer Boudewijn van Bourgondië (1446-1508), eveneens een onwettig kind van Filips de Goede. 
Behalve in Zeeland had ze ook in Brugge een eigendom. Kort na 1470 verwierf ze het Hof van Leffinge (in de Molenmeers), dat omgedoopt werd tot Hof van Ravenstein. Dat stadspaleis behield ze minstens tot 1501 en waarschijnlijk tot haar dood.

### Overlijden
Ze overleed op 14 januari 1508. Haar hart werd begraven bij haar eerste man in de kerk van West-Souburg. Haar lichaam werd echter overgebracht naar de eerste, afgebroken Dominicanenkerk in Brussel en daar begraven bij het lichaam van haar tweede man.
Ze liet geen eigen kinderen na. Sinds haar tweede huwelijk was ze wel de stiefmoeder van Filips van Kleef en Jan van Kleef, bastaard van Ravenstein.
Het kasteel van Souburg en de Zeeuwse polders uit haar nalatenschap gingen na haar dood naar Filips van Bourgondië, een andere halfbroer van Anna, die in 1509 bisschop van Utrecht werd en stierf in 1514. De hiervoor genoemde Boudewijn van Bourgondië kreeg het Hof van Ravenstein (Hof van Leffinge) in Brugge, maar hij stierf nog hetzelfde jaar.

## Inpoldering
Anna van Bourgondië is op de Zeeuwse eilanden vooral bekend wegens het indijken en inpolderen van schorren. Samen met haar eerste man stichtte ze er dorpen en financierde ze de bouw van kerken, zoals Sommelsdijk (1464) en Bruinisse (1466). Hiervoor werd uiteraard ook samengewerkt met andere grondbezitters.
Samen met haar tweede man zette Anna haar inpolderingswerk in Zeeland voort. Ze gaf haar naam aan Sint-Annaland, een polder die ontstond in 1476 door het indijken van schorren en slikken die aan haar eerste man hadden toebehoord. Hiervoor had ze de toestemming verkregen van haar "neef" (zo noemde hij haar) Karel de Stoute. In 1486 was ook de bouw van een nieuwe kerk voltooid. Een jaar later dijkte ze alweer een nieuwe polder in: Sint Philipsland (1487). 